# Comuna Hălăucești, Iași
Hălăucești (în maghiară Halasfalva) este o comună în județul Iași, Moldova, România, formată din satele Hălăucești (reședința) și Luncași.

## Așezare
Comuna se află în extremitatea vestică a județului, la limita cu județul Neamț, pe malul drept al Siretului. Este străbătută de șoseaua județeană DJ208, care o leagă spre sud de Mircești și în județul Neamț de Săbăoani (unde se termină în DN2), și spre nord de Mogoșești-Siret, Stolniceni-Prăjescu, Pașcani (unde se intersectează cu DN28A), Valea Seacă, Lespezi, și mai departe în județul Suceava la Dolhasca, Dolhești, Preutești și Fălticeni (unde se termină tot în DN2). Din acest drum, la Hălăucești se ramifică șoseaua județeană DJ208G, care duce spre este la Alexandru I. Cuza, Heleșteni și Ion Neculce (unde se termină în DN28). Prin comună trece și calea ferată Suceava–Roman, pe care este deservită de stația Hălăucești.

## Demografie
Componența etnică a comunei Hălăucești
     Români (85,44%)
     Alte etnii (0,1%)
     Necunoscută (14,46%)
Componența confesională a comunei Hălăucești
     Romano-catolici (75,62%)
     Ortodocși (9,08%)
     Alte religii (0,42%)
     Necunoscută (14,88%)
Conform recensământului efectuat în 2021, populația comunei Hălăucești se ridică la 4.053 de locuitori, în scădere față de recensământul anterior din 2011, când fuseseră înregistrați 5.541 de locuitori. Majoritatea locuitorilor sunt români (85,44%), iar pentru 14,46% nu se cunoaște apartenența etnică. Din punct de vedere confesional, majoritatea locuitorilor sunt romano-catolici (75,62%), cu o minoritate de ortodocși (9,08%), iar pentru 14,88% nu se cunoaște apartenența confesională.

## Politică și administrație
Comuna Hălăucești este administrată de un primar și un consiliu local compus din 15 consilieri. Primarul, Iosif Anton[*], de la Partidul Național Liberal, este în funcție din 1 noiembrie 2024. Începând cu alegerile locale din 2024, consiliul local are următoarea componență pe partide politice:
|  | Partid                          | Consilieri | Componența Consiliului | Componența Consiliului | Componența Consiliului | Componența Consiliului | Componența Consiliului | Componența Consiliului | Componența Consiliului | Componența Consiliului | Componența Consiliului |
|  | ------------------------------- | ---------- | ---------------------- | ---------------------- | ---------------------- | ---------------------- | ---------------------- | ---------------------- | ---------------------- | ---------------------- | ---------------------- |
|  | Partidul Național Liberal       | 9          |                        |                        |                        |                        |                        |                        |                        |                        |                        |
|  | Alianța pentru Unirea Românilor | 3          |                        |                        |                        |                        |                        |                        |                        |                        |                        |
|  | Uniunea Salvați România         | 2          |                        |                        |                        |                        |                        |                        |                        |                        |                        |
|  | Partidul Social Democrat        | 1          |                        |                        |                        |                        |                        |                        |                        |                        |                        |

## Istorie
Componența etnică a comunei Hălăucești la sfârșitul secolului al XIX-lea (aproximare în cazul evreilor)
     Români (28,8%)
     Maghiari (68,9%)
     Evrei (2,3%)
La sfârșitul secolului al XIX-lea, comuna făcea parte din plasa Moldova a județului Roman și era formată numai din satul de reședință (a cărui parte nordică se numea Luncași). În comună funcționau o școală primară mixtă cu 27 de elevi, două biserici ortodoxe și una catolică. Existau 2178 de locuitori, din care 1500 maghiari, 15 familii de evrei și restul români. Anuarul Socec din 1925 o consemnează în aceeași plasă, având 3018 locuitori în satele Hălăucești și Luncași.

În 1950, comuna a fost transferată raionului Pașcani din regiunea Iași. În 1968, a trecut la județul Iași.